# Liste der Baudenkmäler in Weng (Isar)
Auf dieser Seite sind die Baudenkmäler in der niederbayerischen Gemeinde Weng zusammengestellt. Diese Tabelle ist eine Teilliste der Liste der Baudenkmäler in Bayern. Grundlage ist die Bayerische Denkmalliste, die auf Basis des Bayerischen Denkmalschutzgesetzes vom 1. Oktober 1973 erstmals erstellt wurde und seither durch das Bayerische Landesamt für Denkmalpflege geführt wird. Die folgenden Angaben ersetzen nicht die rechtsverbindliche Auskunft der Denkmalschutzbehörde.

## Baudenkmäler nach Ortsteilen

### Weng
| Lage                      | Objekt                               | Beschreibung | Akten-Nr.    | Bild           |
| ------------------------- | ------------------------------------ | --- | ------------ | -------------- |
| Berggaßl 8 (Standort)     | Einfirsthof                          | eingeschossiger Satteldachbau mit Kniestock, Blockbau-Obergeschoss, 19. Jahrhundert. | D-2-74-188-1 | Einfirsthof    |
| Hauptstraße 17 (Standort) | Ehemaliges Schloss                   | Schloss, L-förmiger Trakt einer ehemaligen Vierflügelanlage, zweigeschossiger Putzbau mit Satteldach, dreigeschossigem Ecktürmchen und Volutengiebel, barock, 18. Jahrhundert; nordwestlich anschließend Teil der ehemaligen Ökonomie, zeitgleich, zu Wohnhaus umgebaut. | D-2-74-188-2 | weitere Bilder |
| Hauptstraße 19 (Standort) | Katholische Kirche Mariä Himmelfahrt | Kuratiekirche, Saalbau mit eingezogenem Chor, spätgotische Anlage von 1477, barock und neugotisch erneuert, Gliederung durch Lisenen, nördlich Chorflankenturm, spätgotisch, mit Blendbögen und achtseitigem Aufsatz, Spitzhelm erneuert; mit Ausstattung.               | D-2-74-188-3 | weitere Bilder |
| Hauptstraße 35 (Standort) | Bauernhaus                           | zweigeschossiger Flachsatteldachbau mit Oberbodenschrot, Blockbau der zweiten Hälfte des 18. Jahrhunderts. | D-2-74-188-5 | Bauernhaus     |

### Hinzlbach
| Lage                      | Objekt                       | Beschreibung                                                                                                | Akten-Nr.    | Bild           |
| ------------------------- | ---------------------------- | --- | ------------ | -------------- |
| Hauptstraße 57 (Standort) | Katholische Kirche St. Peter | Saalkirche, klassizistischer Bau des 19. Jahrhunderts, westlich kurzer Turm mit Spitzhelm; mit Ausstattung. | D-2-74-188-6 | weitere Bilder |

### Hörmannsdorf
| Lage                       | Objekt                         | Beschreibung | Akten-Nr.    | Bild           |
| -------------------------- | ------------------------------ | --- | ------------ | -------------- |
| Halbergstraße 2 (Standort) | Katholische Kirche St. Barbara | Saalkirche mit Westturm, spätgotische Anlage, Mitte 15. Jahrhundert, barockisiert 1695, Gliederung durch Dreieckstreben und Dachfries am Chor, Westturm mit Geschossgliederung und Zwiebelkuppel; mit Ausstattung. | D-2-74-188-7 | weitere Bilder |

### Hösacker
| Lage                        | Objekt                               | Beschreibung | Akten-Nr.    | Bild           |
| --------------------------- | ------------------------------------ | --- | ------------ | -------------- |
| Kapellenstraße 7 (Standort) | Katholische Kapelle Maria Immaculata | Backsteinbau mit Satteldach und Dachreiter mit Spitzhelm, Gliederung durch Strebepfeiler, neugotisch, zweiten Hälfte 19. Jahrhundert; mit Ausstattung. | D-2-74-188-8 | weitere Bilder |

### Moosberg
| Lage                    | Objekt                    | Beschreibung | Akten-Nr.     | Bild           |
| ----------------------- | ------------------------- | --- | ------------- | -------------- |
| Kirchgasse 4 (Standort) | Filialkirche St. Leonhard | Saalkirche mit Westturm, schlichter Bau aus der Zeit um 1700, Turm mit Geschossgliederung und vierseitigem Helm; mit Ausstattung. | D-2-74-188-10 | weitere Bilder |

### Veitsbuch
| Lage                       | Objekt                           | Beschreibung | Akten-Nr.     | Bild           |
| -------------------------- | -------------------------------- | --- | ------------- | -------------- |
| Wenger Straße 3 (Standort) | Katholische Pfarrkirche St. Veit | Saalkirche, genordeter barocker Bau von 1724, mit Lisenengliederung, südlich Turm mit achteckigem Aufsatz und glockenförmigem Helm; mit Ausstattung. | D-2-74-188-12 | weitere Bilder |

## Ehemalige Baudenkmäler
In diesem Abschnitt sind Objekte aufgeführt, die früher einmal in der Denkmalliste eingetragen waren, jetzt aber nicht mehr. Objekte, die in anderem Zusammenhang also z. B. als Teil eines Baudenkmals weiter eingetragen sind, sollen hier nicht aufgeführt werden. Aktennummern in diesem Abschnitt sind ehemalige, jetzt nicht mehr gültige Aktennummern.

| Lage                               | Objekt          | Beschreibung                                                                                     | Akten-Nr.     | Bild            |
| ---------------------------------- | --------------- | ------------------------------------------------------------------------------------------------ | ------------- | --------------- |
| Weng Hauptstraße 29 (Standort)     | Hakenhof        | Wohnstallhaus mit Blockbau-Obergeschoss und Giebelschrot, um 1800; Blockbaustadel, gleichzeitig. | D-2-74-188-4  | BW              |
| Moosberg Kirchgasse 2 (Standort)   | Wohnstallhaus   | giebelseitig verputzter Blockbau, im Kern Ende 18. Jahrhundert.                                  | D-2-74-188-9  | Wohnstallhaus   |
| Pestendorf Pestendorf 1 (Standort) | Kapellen-Nische | mit spätgotischer Heiligenfigur.                                                                 | D-2-74-188-11 | Kapellen-Nische |